# Zalqa
Zalqa (arabe : زلقا ) ) ou plus formellement Al-Zalqa (arabe : الزلقا ) ) est un village libanais situé dans le caza du Metn au Mont-Liban au Liban. La population est presque exclusivement chrétienne.